# Silvia Pepitoni
Silvia Pepitoni (Roma, 31 agosto 1958) è una doppiatrice, dialoghista e direttrice del doppiaggio italiana.

## Biografia
Dotata di una voce duttile e suadente, viene ricordata soprattutto per il suo doppiaggio di Meg Ryan in Harry, ti presento Sally..., ma ha doppiato altre importanti attrici come Mary Elizabeth Mastrantonio, Elizabeth Perkins, Greta Scacchi, Daryl Hannah, Sally Field, Julia Roberts, Shelley Long e, recentemente, anche Jennifer Coolidge.
Attiva spesso anche in televisione, nel 2000 il suo doppiaggio di Helen Hunt nella serie televisiva Innamorati pazzi le è valso un premio nella categoria "Miglior voce femminile" al Festival del doppiaggio Voci nell'Ombra.

## Vita privata
Ha una figlia, Virginia Brunetti, anch'ella doppiatrice.

## Doppiaggio

### Film
- Jennifer Coolidge in A Cinderella Story, La rivincita delle bionde, Una bionda in carriera, American Dreamz
- Greta Scacchi in Good Morning Babilonia, Jefferson in Paris
- Meg Ryan in Harry, ti presento Sally..., Joe contro il vulcano
- Nicole Kidman in Ore 10: calma piatta, Batman Forever
- Paige Turco in Tartarughe Ninja II - Il segreto di Ooze, Tartarughe Ninja III
- Rene Russo in Major League - La squadra più scassata della lega
- Shelley Long in Night Shift - Turno di notte, In campeggio a Beverly Hills
- Mary Elizabeth Mastrantonio in The Abyss
- Shelley Duvall in Popeye - Braccio di ferro
- Marie Rivière in Il raggio verde
- Jamie Lee Curtis in Blue Steel - Bersaglio mortale
- Julia Roberts in Mystic Pizza
- Christine Ebersole in Richie Rich - Il più ricco del mondo
- Sally Field in Mrs. Doubtfire - Mammo per sempre
- Catherine Hicks in La bambola assassina
- Joan Cusack in Nine Months - Imprevisti d'amore
- Elizabeth Perkins in Un medico, un uomo
- Denise Crosby in Cimitero vivente
- Laurie Metcalf in Uno sconosciuto alla porta
- Christine Pascal in Innocenza e malizia
- Kelly Lynch in La tenera canaglia
- Lili Taylor in Prêt-à-Porter
- Kathy Najimy in Sister Act 2 - Più svitata che mai
- Suzy Amis in Blown Away - Follia esplosiva
- Maria Conchita Alonso in Caccia al testimone
- Bettina Giovannini in Il mostro di Firenze
- Natasha Richardson in Nell
- O-Lan Jones in Assassini nati - Natural Born Killers
- Debrah Farentino in Il figlio della Pantera Rosa
- Ellen Greene in Una pallottola spuntata 33⅓ - L'insulto finale
- Charlotte Crossley in Sister Act - Una svitata in abito da suora
- Sandrine Bonnaire in Senza tetto né legge
- Irene Dunne in L'orribile verità
- Lucy Webb in Una moglie per papà
- Jessica Lundy in Roba da matti
- Jeon Do-yeon in Emergency Declaration
- Lesley Sharp in Il prete
- Kathy Bates in Annie - Cercasi genitori

### Film d'animazione
- Spolverina in La bella e la bestia
- Diva in Alla ricerca di Nemo, Alla ricerca di Dory
- Sophie in Anastasia
- Messina in Freddie The Frog
- Dixie in Balto
- Fata Smemorina (parte cantata) in Cenerentola - Il gioco del destino

### Cartoni animati e anime
- Ann Gora in Swat Kats
- Peg in Ecco Pippo!
- Alice Parapiglia in Darkwing Duck
- Martin Prince (1ª voce e principale, st.1-5) e Lurleen Lumpkin in I Simpson
- Maude Flanders ne I Simpson (ep.4.21)
- Sis in Carletto il principe dei mostri
- Anna in Flo la piccola Robinson
- Yumi in Sampei
- Cybernella in Cybernella[2]
- 003 / Françoise Arnoul in Cyborg 009
- Anna Rossi in Marco
- Madame Muuu in Tickety Toc[3]

### Serie televisive
- Verónica Castro in Ai grandi magazzini, Anche i ricchi piangono (2^ voce), Mariana, il diritto di nascere, Veronica, il volto dell'amore, La mia piccola solitudine, Valentina
- Camryn Manheim in The Practice - Professione avvocati
- Stockard Channing in West Wing - Tutti gli uomini del Presidente
- Mimi Rogers in Il profumo del successo
- Helen Hunt in Innamorati pazzi
- Lainie Kazan in La tata
- Tracy Scoggins in Poliziotti alle Hawaii
- Chloe Webb in China Beach
- Heather Locklear in T.J. Hooker
- Uschi Glas in Anna Maria[4]
- Deborah Shelton in Dallas
- Lois Chiles in Dallas
- Glória Pires in Vite rubate
- Mira Palheta in Dancin' Days

### Miniserie TV
- Andie MacDowell in Il segreto del Sahara

### Videogiochi
- Diva in Alla ricerca di Nemo[5]